# Italva
Italva là một đô thị thuộc bang Rio de Janeiro, Brasil. Đô thị này có diện tích 296,174 km², dân số năm 2007 là 12515 người, mật độ 42,3 người/km².